# Adriana Teissier Zavala
Adriana Paulina Teissier Zavala (Cozumel, Quintana Roo es una política mexicana, se desempeñó como diputada federal por el I Distrito Electoral Federal de Quintana Roo el cual ganó con el 56.88 % de los votos.
Se desempeñó como subsecretaria de desarrollo social e indígena de la Zona Norte (Sedesi). Del 2010 2011 fue directora C4 Zona Norte de la Secretaría de Seguridad Pública Estatal donde destacó por su creación de los comités de prevención del suicidio.
Fue Síndico del Municipio de Cozumel del 2011 al 2013 en la administración de Aurelio Omar Joaquín González
De 2005 al 2007 Se desempeñó como Directora de Relaciones Interinstitucionales en la Secretaría de Turismo en Quintana Roo.
En el período 2002 -2005 fungió como Presidente del Sistema DIF en Cozumel Quintana Roo, fundando durante su gestión, el primer Centro de Rehabilitación Integral de la península de Yucatán.

## Vida personal
Cozumeleña, inicia en servicio público en la década de los 90s a nivel federal Secretaría de Turismo, ocupando diversos cargos, posteriormente colaboró con el gobierno del Estado en la creación de los fideicomisos turísticos de la entidad.
Ha dedicado parte de su vida a la labor altruista gestionando becas para los universitarios como Directora Fundación de la Universidad de Q. Roo (2016 201), atendiendo a grupos vulnerables y terapia de photobiomodulación a pacientes con pie diabético a través de la asociación "Amor y Trabajo por Cozumel A.C." la cual presidió del 2016 a 2018.